# Suhodol Zelinski
Suhodol Zelinski je naseljeno mjesto u Republici Hrvatskoj u Zagrebačkoj županiji. 

## Zemljopis
Administrativno je u sastavu grada Svetog Ivana Zeline. Naselje se proteže na površini od 1,36 km². 

## Stanovništvo
Prema popisu stanovništva iz 2001. godine u Suhodolu Zelinskom živi 95 stanovnika i to u 29 kućanstava. Gustoća naseljenosti iznosi 69,85 st./km².
| broj stanovnika | 66    | 85    | 99    | 109   | 123   | 110   | 71    | 86    | 97    | 94    | 93    | 88    | 87    | 88    | 95    | 99    | 103   |
|                 | 1857. | 1869. | 1880. | 1890. | 1900. | 1910. | 1921. | 1931. | 1948. | 1953. | 1961. | 1971. | 1981. | 1991. | 2001. | 2011. | 2021. |